# Zinkiodid
Zinkiodid er en kemisk forbindelse, der består af zink og iod med sumformelen ZnI2. Den vandfri form af stoffet er et hvidt salt Zinkiodid er et letopløseligt salt, der ved stuetemperatur kan opløses 450 g pr. 100 mL vand. Det kan blive fremstillet direkte mellem reaktion mellem zink og iod refluxet i æter. eller ved at reagere zink med iod i vandig opløsning:
Zn + I2→ ZnI2
Ved 1150 °C dekomponerer zinkiodid til zink og iod.
I vandig opløsning er følgende blevet observeret, oktahedral Zn(H2O)62+, [ZnI(H2O)5]+ og tetrahedral ZnI2(H2O)2, ZnI3(H2O)− og ZnI42−.